# Dorfkirche Neu Krüssow

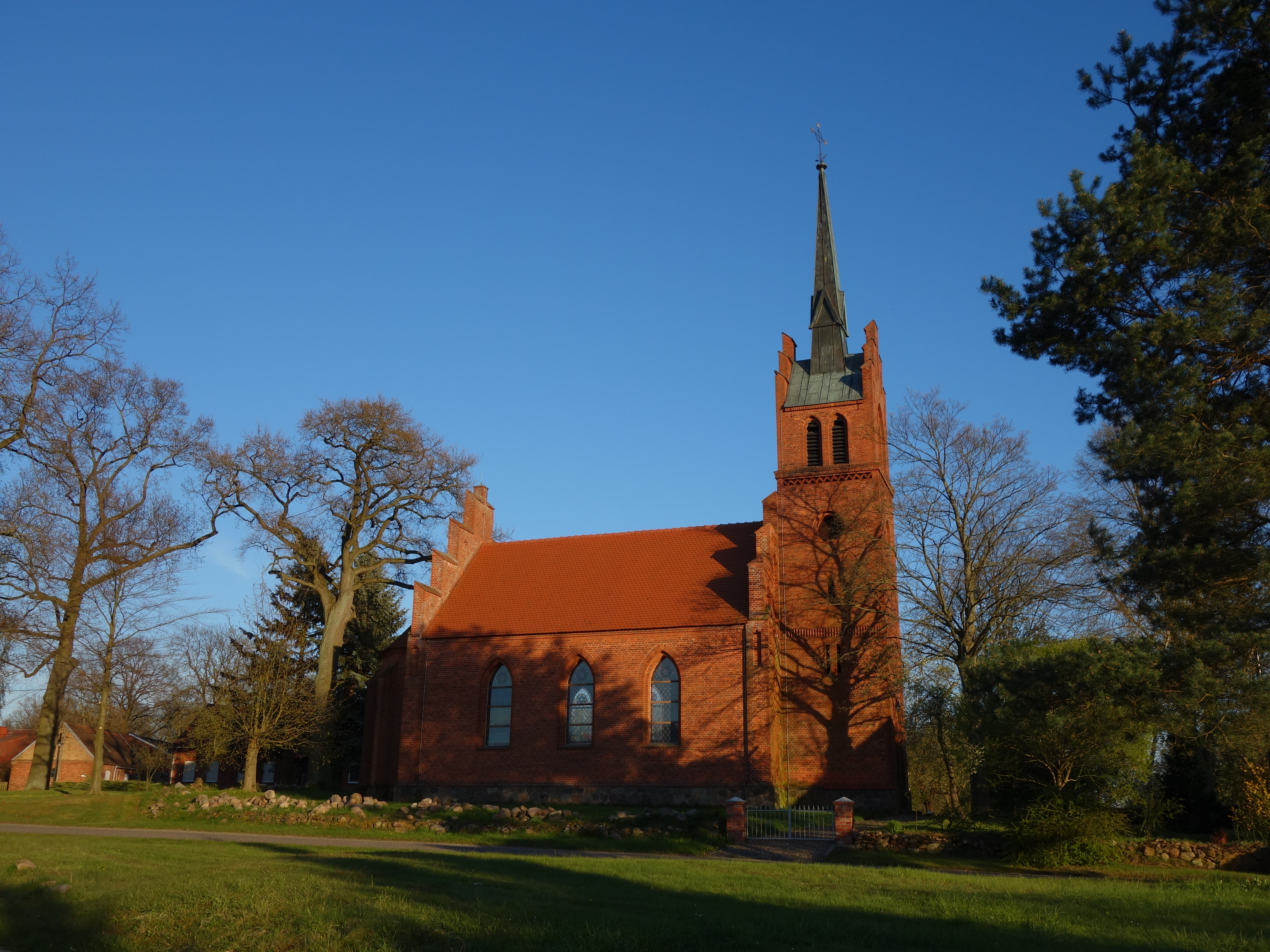
Dorfkirche Neu Krüssow

Die evangelische, denkmalgeschützte Dorfkirche Neu Krüssow steht in Neu Krüssow, einem Wohnplatz der Kleinstadt Pritzwalk im Landkreis Prignitz von Brandenburg. Sie gehört zum Pfarrsprengel Heiligengrabe im Kirchenkreis Prignitz der Evangelischen Kirche Berlin-Brandenburg-schlesische Oberlausitz.

## Beschreibung
Die neugotische Saalkirche wurde nach 1850 aus Backsteinen auf einem Sockel aus Feldsteinen erbaut. Sie besteht aus einem Langhaus mit drei Jochen, das zwischen den Staffelgiebeln im Westen und Osten mit einem Satteldach bedeckt ist, und einer polygonalen Apsis im Osten. Der Kirchturm im Westen wurde erst 1883 nach einem Entwurf des Kreisbauinspektor Berner, genannt Rosainsky, angebaut. Aus seinem Satteldach zwischen Staffelgiebeln erhebt sich ein Dachreiter, der mit einem spitzen Helm bedeckt ist.
Der Innenraum ist mit einer Holzbalkendecke überspannt und mit einer und Westempore ausgestattet. Zur Kirchenausstattung gehört eine Kanzel aus Holz, kombiniert mit dem Pfarrerstuhl, und eine ebenfalls hölzerne Taufe. Für den Altartisch  wurde Rankenwerk eines barocken Altars wiederverwendet.